# 中国孤星社
中国孤星社，简称孤星社，第一次国共合作时期短暂活跃在上海、无锡及周边地区的进步青年团体，成立于1923年，次年与另一进步组织锡社合并。四一二事件期间，组织遭遇重创，随之没落。

## 简介
1923年底，上海大学无锡籍学生安剑平等人发起组织校内学生团体“上海大学孤星社”。1924年1月1日，正式成立“中国孤星社”，并聘请时任上海大学校长于右任及吴稚晖为名誉社长，邵力子、瞿秋白为顾问，安剑平本人任社长。同在上海读书的无锡籍学生缪斌、王启周、糜文浩等人成为第一批社员。随后，孤星社迅速在无锡等上海周边地区设立分部十余处，社员发展至67人，包括秦邦宪、严朴、马星阁、薛成章、张庆孚、孔另境、盛世铎、周大根、张晓柳等人。1924年2月5日，社刊《孤星》在无锡创办，孙中山应安剑平的函请，为该刊第五期亲题“孤星”二字寄去。 1924年，8月17日，中国孤星社无锡委员会召开第一次会议，宣布“无锡孤星社社员全体加入锡社”。之后，孤星社无锡支部不再单独活动。

## 纪念
2024年在中国大陆上映的谍战悬疑电影《孤星计划》以孤星社为原型，并在公映日组织了纪念活动。
2024年播出的中国大陆谍战题材电视剧《追风者》中，负责将金条从苏区转运至上海的共产党员魏若川在任务中代号“孤星”。